# 圣贝纳迪努
圣贝纳迪努是巴西圣卡塔琳娜州的一个市镇。总面积144.96平方公里，总人口2653人，人口密度18.3人/平方公里。